# Park-e Schahr

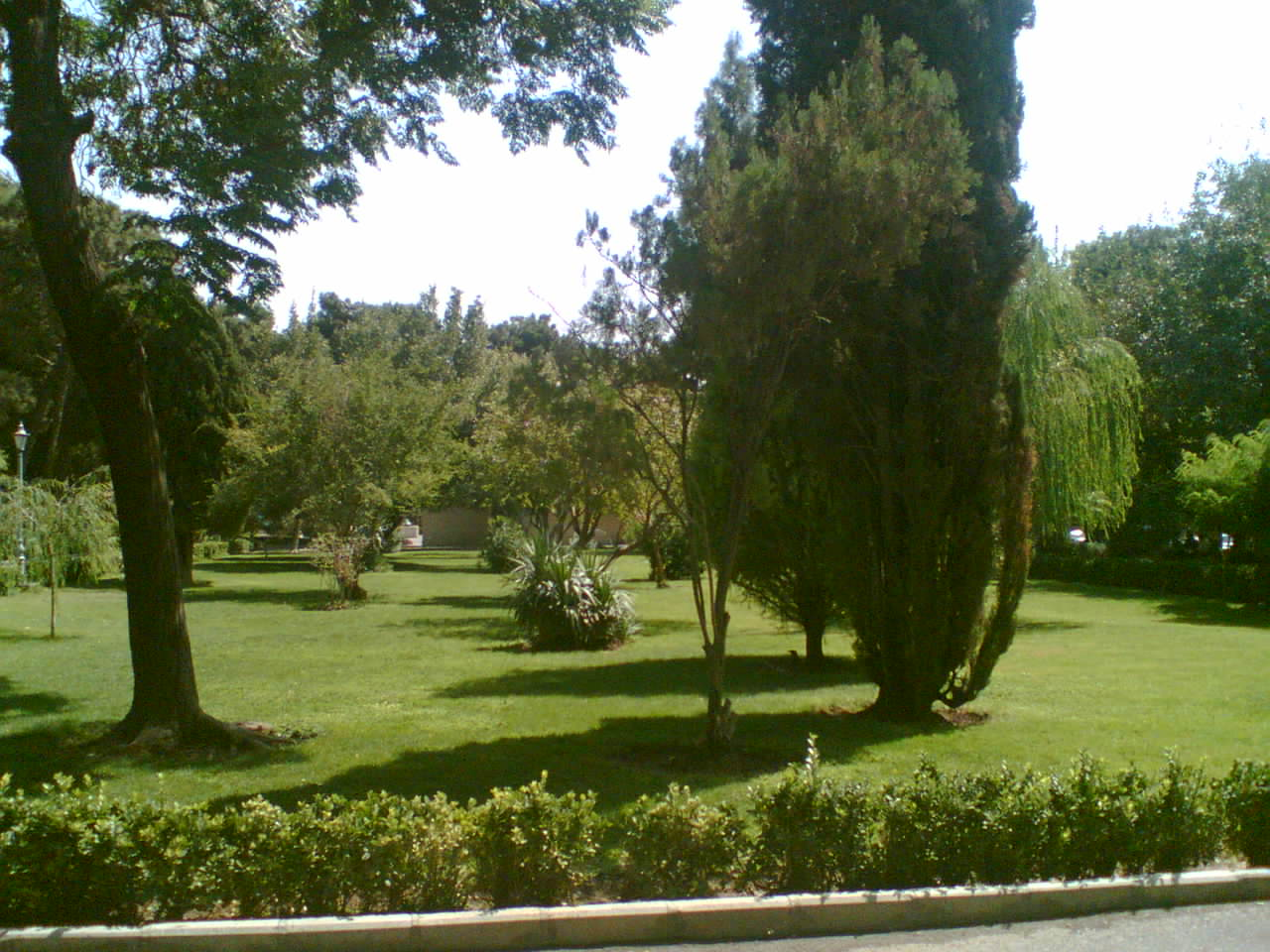
Im Park

Pārk-e Schahr, auch Pārk-e Shahr (persisch پارک شهر; Stadtpark), ist ein Park und Stadtteil im Zentrum von Teheran. Er befindet sich einige hundert Meter nördlich vom Großen Basar und grenzt im Norden an die Doktor-Fayazbakhsch-Straße und im Süden an die Behescht-Straße. 
Der Park bedeckt eine Fläche von 25 Hektar und hat drei Eingänge. Im Park befinden sich ein Museum (Museum of Peace), Aquarium, ein Tauchbecken, ein Schwimmbad, eine Bibliothek und ein Teehaus mit Restaurant.